# Drosera nivea

Verbreitung von Drosera nivea in Australien

Drosera nivea ist eine fleischfressende Pflanze aus der Gattung Sonnentau (Drosera). Sie gehört zur Gruppe der sogenannten Zwergsonnentaue und ist im südwestlichen Australien heimisch.

## Beschreibung
Drosera nivea ist eine mehrjährige, krautige Pflanze. Dieser eine kompakte konvexe Rosette bildende Zwergsonnentau erreicht einen Durchmesser von etwa 1,3 cm. Die Sprossachse ist 1,5 cm lang und mit den welken Blättern der Vorsaison bedeckt. Oft sieht man bis zu 3 Rosetten, die sich am Ende drängen.
Die Knospe der Nebenblätter ist eiförmig, 4 mm lang und 3 mm breit. Die Nebenblätter selbst sind 4 mm lang, 2,5 mm breit und dreilappig. Der mittlere Lappen ist in 3 Segmente unterteilt. Jedes dieser Segmente verengt sich zu Härchen.
Die bis zu 20 insektenfangenden Blattspreiten sind elliptisch, tief eingedellt, bis zu 1,4 mm lang und 1 mm breit. Die Blattstiele sind 4 mm lang, an der Basis 0,5 mm breit und verjüngen sich auf bis zu 0,2 mm an der Blattspreite.
Der Blütenstand ist bis zu 3 cm lang und sparsam mit winzigen Drüsenhärchen besetzt. Der Blütenstand ist ein Wickel aus 5 bis 10 Blüten an rund 1,5 mm bis 2 mm langen Blütenstielen. Die eiförmigen Kelchblätter sind eiförmig, an der Spitze gezahnt, 2 mm lang und 1,4 mm breit. Die Oberfläche ist an der Basis vereinzelt mit Drüsen besetzt. Die weißen Kronblätter sind umgekehrt eiförmig, 4,5 mm lang und 3 mm breit.
Der Fruchtknoten ist annähernd kreisförmig, 0,5 mm lang und 0,7 mm im Durchmesser. Die 4, manchmal 5 roten, horizontal gestreckten Griffel sind 0,5 mm lang und 0,1 mm im Durchmesser. Die 3,5 mm langen Narben sind weiß, fadenförmig und am Ende spitz zulaufend. Frucht und Samen sind unbekannt.
Typisch für Zwergsonnentaue ist die Bildung von Brutschuppen.

## Verbreitung, Habitat und Status
Drosera nivea kommt nur auf einer kleinen Fläche im äußersten Südwesten Australiens vor. Sie gedeiht dort vor allem unter und zwischen niedrigen Büschen auf blassgelben Sandebenen neben der Midlands Road, 37,3 km südöstlich von Carnamah, ca. 10 km südöstlich des Coorow Townships.

## Systematik
Der Name "nivea" kommt aus dem Lateinischen und bedeutet "schneeweiß", was sich auf die Blütenfarbe bezieht. Drosera citrina wird als der nächste Verwandte angesehen, unterscheidet sich jedoch in der Blütenform und -farbe.